# 3786 Yamada
3786 Yamada је астероид главног астероидног појаса чија средња удаљеност од Сунца износи 2,549 астрономских јединица (АЈ).
Апсолутна магнитуда астероида је 11,2.